# Oberer Muntanitzpalfen
Der Obere Muntanitzpalfen ist ein 3170 m ü. A. hoher Berggipfel der Granatspitzgruppe in Osttirol. Er wurde am 2. September 1871 erstmals von A. v. Schmid mit Th. Groder über den Südostanstieg begangen. 

## Lage
Der Obere Muntanitzpalfen liegt im Süden der Granatspitzgruppe in der Kernzone des Nationalparks Hohe Tauern an der Grenze der Gemeinden Matrei in Osttirol im Westen bzw. Kals am Großglockner im Osten. Er ist der höchste der drei Muntanitzpalfen, die aus dem Oberen Muntanitzpalfen im Norden, dem Mittleren Muntanitzpalfen (3110 m ü. A.) und dem Unteren Muntanitzpalfen (3066 m ü. A.) im Süden bestehen. Der Obere Muntanitzpalfen liegt dabei unweit südöstlich des Großen Muntanitz (3232 m ü. A.), von dem der Obere Muntanitzpalfen durch die Palfenscharte (3150 m ü. A.) getrennt wird. Der Obere Muntanitzpalfen liegt an der sogenannten Loameswand, einer steilen Nordwand, die sich von dem Grauen Schimme über den Muntanitz und den Oberen Muntanitzpalfen bis weiter nach Osten zieht. Südlich des Oberen Muntanitzpalfen liegt das Gradötzkees, das sich zwischen den Wellachköpfen, dem Muntanitz und den Muntanitzpalfen erstreckt. Nördlich befindet sich das Loameskees. Nächstgelegenes Tal ist das östlich gelegene Kalser Dorfertal.

## Aufstiegsmöglichkeiten
Der Normalweg auf den wenig begangenen Oberen Muntanitzpalfen nimmt seinen Ausgang bei der Sudetendeutschen Hütte. Von der Hütte steigt man zunächst zum Gradötzkees an und überquert diesen danach bis zum Kampl, von wo aus man schräg rechts zu den Felsen aufsteigt und die Palfenscharte erreicht. Von der Palfenscharte ist der Obere Muntanitzpalfen rasch erreichbar (II). Der Obere Muntanitzpalfen ist neben den Normalweg über mehrere Varianten zu begehen, der Südostanstieg der Erstbesteiger führt dabei aus dem Kalser Dorfertal zu den Muntanitzpalfen (II). Zudem bestehen Varianten beispielsweise über den Ostgrat (III) und den Südgrat (III).